# Атака з Атлантиди
Атака з Атлантиди (англ. Attack from Atlantis) — дитячий науково-фантастичний роман американського письменника Лестера дель Рея. Був опублікований в 1952 році.

## Зміст
У сімнадцять років Дон Міллер має знання в електроніці й допомагає своєму дядькові, доктору Едварду Сімпсону, випробовувати новий тип підводного човна «Тритон I». Усюди його супроводжує його пес Шеп. Дон хоче потрапити на борт човна під час ходових випробувань на південь від Пуерто-Рико, хоча він керує засобами зв'язку на судні підтримки. Випробувальним запуском керує доктор Олівер Дрейк, який розробив нову ядерну силову установку підводного човна. Тестовий запуск пройшов успішно, незважаючи на певні проблеми з системами управління та повідомлення від членів екіпажу, які бачили на телевізійних екранах човна, людей прозорих в бульбашках.
Для повного випробування Тритон спуститься в впадину Мілуокі на північ від Пуерто-Рико. Оскільки ВМС Сполучених Штатів зацікавилися і частково профінансували розробку човна, командиром на випробуваннях буде адмірал Роберт Халлер. Декстер, науковий радник президента, і сенатор Кенні супроводжуватимуть екіпаж як спостерігачі. Ще один зі спостерігачів — репортер Сід Апджон. Коли вони спускаються, то виявляють, що втрачають контроль над човном після того, як їх протаранив кит. Не маючи змоги маневрувати, вони спускаються на підводне плато на глибині 1200 фатомів (7200 футів). Вони знову бачать людей у бульбашках, що мало б бути неможливим. Виходячи з підводного човна у водолазному скафандрі, Дон робить необхідний ремонт, і Тритон залишає плато, щоб спливти на поверхню.
Тепер люди в бульбашках атакують відкрито, прикріплюючи баласт до корпусу Тритона, щоб знову заглибити його. Екіпаж знову опускає човен на плато, де вони зупинилися для ремонту. Дон знову готується вийти в глибоководному скафандрі, але люди в бульбашках, яких команда назвала «атлантами», заварили вихідний люк. Поки команда безпорадно спостерігає, атланти буксирують човен в глибину використовуючи іхтіозаврів, які еволюціонували, щоб дихати під водою. На глибині атланти огортають човен силовою бульбашкою, змушуючи навігатора Кейна вимкнути двигуни. Керманич Пол Кавано продовжує керувати човном, щоб забезпечити плавність руху.
На глибині трьох миль вони підходять до міста під великою бульбашкою з приблизно 20 000 жителями, яке вони називають Атлантида. Місто освітлюється фосфоресцентною речовиною. Там «Тритон» буксирують крізь купол до великого басейну, який примикає до нього. Тоді атланти вриваються в човен і беруть в полон команду, погрожуючи їм електричними паралізаторами.
Дон приходить до тями в камері, де він зустрічає Маггінса, американця, якого атланти врятували з корабля затонулого під час Другої світової війни. Маггінс розповідає Дону, що люди називають своє місто Млаяну, і він знайомить його з К'мітом, президентом Млаяну. Дон дізнається, що К'міт, його сім'я та кілька інших атлантів розмовляють англійською мовою, навчившись її від Маггінса, щоб читати книги, які вони знаходять на затонулих кораблях, і розуміти радіоповідомлення, які вони час від часу вловлюють через зроблену антену.
Оскільки Шеп нагадує бога-пса, якому поклоняються більш забобонні атланти, було вирішено, що Дон і Шеп житимуть із К'мітом та його родиною. У будинку К'міта він зустрічає дружину і 12-річну доньку К'міта і його племінника С'нейфа, сина померлого старшого брата К'майо, який врятував Маггінса. Коли Дон поселяється в будинку К'міта, С'нейфа розповідає йому, як європейське плем'я ізгоїв приблизно 28 000 років тому зробило кілька випадкових відкриттів, які дозволили їм жити під водою і розвинути цивілізацію Атлантів. Оскільки Дону немає вісімнадцяти, атланти припускають, що він неосвічений, але С'нейфа дізнається правду. Він передає Дону копію радіоповідомлення, де повідомляється, що сигнал лиха від Тритона було неправильно витлумачено і що Сполучені Штати звинуватили іншу країну в захопленні підводного човна.
Пізніше Дон вирушає на прогулянку з Шепом і знаходить будівлю, де контролюється купол міста. Він підбирає схему і показує її доктору Дрейку. З діаграми мало що можна зрозуміти, але люди бачать, що силова плівка може захистити місто від ядерної атаки. Дон просить К'міта дозволити Тритону та його екіпажу повернутися на поверхню, К’міт показує Дону ще одне перехоплене радіоповідомлення: Сполучені Штати та країна, яку вони звинуватили в захопленні Тритона, обмінялися ультиматумами, і до ядерної війни залишилося менш як тиждень.
Тієї ночі С'нейфа приносить Дону костюм-бульбашку, щоб він міг звільнити екіпаж Тритона з в'язниці-купола. За певним сигналом С'нейфа активує бульбашку навколо Тритона, щоб він міг вирватися з ув'язнення в Млаяну. Кейн і сенатор Кенні досягають підводного човна та дають сигнал. С'нейфа активує силову плівку, і Кейн забирає човен з Млаяну, залишаючи Дона та решту команди. Пізніше Тритон разом із Кейном і Кенні повертають, їх знову схопили відразу після того, як вони вийшли на поверхню.
Дон просить наглядача Маггінса принести йому металеві трубки та інструменти, щоб він міг зробити ультразвуковий собачий свисток, щоб покликати Шепа. Після кількох інцидентів, собаку прив'язують на ланцюг, і вона починає вити. Розлючений натовп змушує К'міта та техніків купола дозволити на вимогу Дона позначити будівлю, що контролює купол, святинею бога-пса. Потім Дон використовує генератор сигналів, який він дістав з Тритона, щоб модифікувати властивості силової плівки купола. Гучне гудіння та соляний дощ, що йде з купола, наводить жах на натовп. Тоді 
К’міт розкриває власний план, який узгоджується з діями Дона: атланти не змогли знайти більше кристалів, які їм потрібні, і він сподівався, що вчені з поверхневого світу зможуть це зробити. Він використав страх, щоб переконати в цьому консервативну частину атлантів. Таким чином Дона та команду «Трітона» звільняють, а «Тритон», оснащений силовою плівкою, яка захищає корпус навіть під час роботи двигуна, залишає М'ялану з К'мітом і С'нейфою на борту.